# Великобритания на зимних Олимпийских играх 1972
Великобритания принимала участие в Зимних Олимпийских играх 1972 года в Саппоро (Япония) в одиннадцатый раз, но не завоевала ни одной медали.

## Состав сборной
Сборную страны представляли 7 женщин и 30 мужчин. Они состязались в 7 видах спорта:
- биатлон
- бобслей
- горнолыжный спорт
- лыжные гонки
- конькобежный спорт
- санный спорт
- фигурное катание.

Самой молодой участницей сборной была 15-летняя горнолыжница Валентина Илиффе, самым старшим участником — 38-летний бобслеист Джон Хэммонд.

## Результаты

### Биатлон
Мужчины. Индивидуальная гонка
| Дистанция | Спортсмен       | Время      | Штрафы | Скорректированное время 1 | Место |
| --------- | --------------- | ---------- | ------ | ------------------------- | ----- |
| 20 км     | Малькольм Хёрст | 1'20:55.59 | 14     | 1'34:55.59                | 53    |
| 20 км     | Алан Нотли      | 1'21:48.72 | 7      | 1'28:48.72                | 43    |
| 20 км     | Джеффри Стивенс | 1'19:28.95 | 4      | 1'23:28.95                | 26    |
| 20 км     | Кит Оливер      | 1'17:40.31 | 3      | 1'20:40.31                | 11    |

1 Добавляется одна штрафная минута за каждый промах, но с попаданием во внешнее кольцо; две минуты за полный промах мимо мишени.
Мужчины. Эстафета 4 x 7.5 км
Эстафетная биатлонная гонка среди мужчин состоялась 11 февраля 1972 года.
| Спортсмены                                           | Результат | Результат  | Результат |
| Спортсмены                                           | Промахи2  | Время      | Место     |
| ---------------------------------------------------- | --------- | ---------- | --------- |
| Малкольм Хёрст Кит Оливер Джеффри Стивенс Алан Нотли | 5         | 2'01:38.84 | 11        |

2 Штрафной круг в 200 метров назначается за каждый промах.
| Место |                 | Биатлонист | Стрельба | Стрельба | Стрельба | Этап  | Этап       | Результат  | Результат | Отставание |
| ----- | --------------- | ---------- | -------- | -------- | -------- | ----- | ---------- | ---------- | --------- | ---------- |
| Место | Лёжа            | Биатлонист | Стоя     | Всего    | Время    | Место | Время      | Место      |           | Отставание |
| 11    | Великобритания  |            | 2+7      | 3+9      | 5+16     |       |            | 2:01:38.84 |           | 9:53.92    |
| 11    |                 |            |          |          |          |       |            |            |           |            |
| 11    | Малкольм Хёрст  | 0+2        | 0+0      | 0+2      | 28:19.4  | 3     | 28:19.4    | 3          | 43.67     |            |
| 11    | Кит Оливер      | 2+3        | 1+3      | 3+6      | 31:58.85 | 11    | 1:00:18.25 | 11         | 4:35.25   |            |
| 11    | Джеффри Стивенс | 0+1        | 2+3      | 2+4      | 30:53.97 | 10    | 1:31:12.22 | 12         | 7:13.32   |            |
| 11    | Алан Нотли      | 0+1        | 0+3      | 0+4      | 30:26.62 | 8     | 2:01:38.84 | 11         | 9:53.92   |            |

### Бобслей
Соревнования прошли с 4 по 12 февраля в Саппоро. Были разыграны два комплекта наград.
| Боб   | Спортсмены                    | Соревнование     | 1 заезд | 1 заезд | 2 заезд | 2 заезд | 3 заезд | 3 заезд | 4 заезд | 4 заезд | Итог    | Итог  |
| Боб   | Спортсмены                    | Соревнование     | Время   | Место   | Время   | Место   | Время   | Место   | Время   | Место   | Время   | Место |
| ----- | ----------------------------- | ---------------- | ------- | ------- | ------- | ------- | ------- | ------- | ------- | ------- | ------- | ----- |
| GBR-1 | Джон Ивелин Питер Клиффорд    | Мужчины — двойки | 1:18.60 | 19      | 1:17.23 | 15      | 1:15.80 | 19      | 1:17.38 | 19      | 5:09.01 | 20    |
| GBR-2 | Джон Хаммонд Майк (Билл) Суит | Мужчины — двойки | 1:18.09 | 15      | 1:18.18 | 19      | 1:15.71 | 18      | 1:14.98 | 10      | 5:06.96 | 17    |

| Боб   | Спортсмены                                           | Соревнование       | 1 заезд | 1 заезд | 2 заезд | 2 заезд | 3 заезд | 3 заезд | 4 заезд | 4 заезд | Итог    | Итог  |
| Боб   | Спортсмены                                           | Соревнование       | Время   | Место   | Время   | Место   | Время   | Место   | Время   | Место   | Время   | Место |
| ----- | ---------------------------------------------------- | ------------------ | ------- | ------- | ------- | ------- | ------- | ------- | ------- | ------- | ------- | ----- |
| GBR-1 | Джон Ивелин Майк Фриман Гомер Ллойд Майк (Билл) Суит | Мужчины — четвёрки | 1:12.83 | 16      | 1:13.65 | 17      | 1:12.55 | 15      | 1:12.00 | 13      | 4:51.03 | 16    |
| GBR-2 | Джон Хаммонд Джеки Прайс Алан Джонс Питер Клиффорд   | Мужчины — четвёрки | 1:13.00 | 17      | 1:12.49 | 12      | 1:12.72 | 16      | 1:12.25 | 15      | 4:50.46 | 15    |

### Конькобежный спорт
Соревнования прошли с 5 по 12 февраля на стадионе Макоманай в районе Минами-ку города Саппоро, который был построен специально к этой Олимпиаде. Это были первые Олимпийские игры, на которых электронное время записывалось с точностью до сотых долей секунды.
Мужчины
| Дистанция | Спортсмен     | Результат | Результат |
| Дистанция | Спортсмен     | Время     | Место     |
| --------- | ------------- | --------- | --------- |
| 500 м     | Дэвид Хэмптон | 42.59     | 24        |
| 1500 м    | Джон Блюитт   | 2:18.96   | 37        |
| 1500 м    | Дэвид Хэмптон | 2:14.60   | 29        |
| 5000 м    | Джон Блюитт   | 8:16.75   | 26        |
| 5000 м    | Дэвид Хэмптон | 8:07.85   | 22        |
| 10000 м   | Джон Блюитт   | 16:51.50  | 23        |
| 10000 м   | Дэвид Хэмптон | 16:39.01  | 20        |

## Лыжные гонки
В лыжных гонках было разыграно 7 комплектов наград: 4 среди мужчин и 3 среди женщин; британские спортсмены не участвовали в эстафете. Программа соревнований по сравнению с Олимпийскими играми 1968 года в Гренобле изменений не претерпела. Индивидуальные гонки проходили с раздельным стартом участников.
Соревнования прошли с 4 по 13 февраля в окрестностях Саппоро. Старт и финиш гонок происходил на стадионе «Макоманаи». В соревнованиях принял участие 152 спортсмена (104 мужчины и 48 женщин) из 19 стран.
Мужчины
| Дистанция | Спортсмен        | Результат  | Результат |
| Дистанция | Спортсмен        | Время      | Место     |
| --------- | ---------------- | ---------- | --------- |
| 15 км     | Харолд Тобин     | 56:05.05   | 61        |
| 15 км     | Питер Стронг     | 54:41.99   | 60        |
| 15 км     | Терренс Паллисер | 54:11.98   | 59        |
| 30 км     | Терренс Паллисер | 1’54:39.41 | 55        |
| 30 км     | Кит Оливер       | 1’54:10.60 | 45        |

Женщины
| Дистанция | Спортсменка    | Результат | Результат |
| Дистанция | Спортсменка    | Время     | Место     |
| --------- | -------------- | --------- | --------- |
| 5 км      | Фрэнсис Люткен | 19:40.17  | 42        |
| 10 км     | Фрэнсис Люткен | 40:02.73  | 39        |

## Фигурное катание
Мужчины (одиночники)
[уточнить]
| Спортсмен   | CF | FS | Points | Places | Rank |
| ----------- | -- | -- | ------ | ------ | ---- |
| Джон Карри  | 8  | 12 | 2512.2 | 85     | 11   |
| Хейг Унджян | 9  | 7  | 2538.8 | 65     | 7    |

| Место | Имя         | CF | FS | Баллы  | Сумма мест |
| ----- | ----------- | -- | -- | ------ | ---------- |
| 7     | Хейг Унджян | 9  | 7  | 2538.8 | 65         |
| 10    | Джон Карри  | 8  | 12 | 2512.2 | 85         |

Женщины (одиночницы)
| Спортсменка | Обязательные фигуры | Произвольная программа | Баллы  | Сумма мест | Место |
| ----------- | ------------------- | ---------------------- | ------ | ---------- | ----- |
| Джин Скотт  | 9                   | 11                     | 2436.8 | 101        | 11    |

Пары
| Место | Фигуристы                       | Обязательные фигуры | Произвольная программа | Баллы | Сумма мест |
| ----- | ------------------------------- | ------------------- | ---------------------- | ----- | ---------- |
| 14    | Линда Коннолли / Колин Тэйлфорт | 14                  | 14                     | 360.6 | 126        |